# نادئو آرگاویناتا
نادئو آرگاویناتا (انگلیسی: Nadeo Argawinata؛ زادهٔ ۹ مارس ۱۹۹۷) بازیکن فوتبال است.
وی همچنین در تیم‌های ملی فوتبال زیر ۲۳ سال اندونزی، و اندونزی بازی کرده‌است.
وی در مسابقات کشوری و بین‌المللی در مجموع برندهٔ ۱ مدال نقره شده‌است.